# Eukoenenia pretneri
Eukoenenia pretneri är en spindeldjursart som beskrevs av Bruno Condé 1977. Eukoenenia pretneri ingår i släktet Eukoenenia och familjen Eukoeneniidae. Inga underarter finns listade i Catalogue of Life.